# Greshamparel

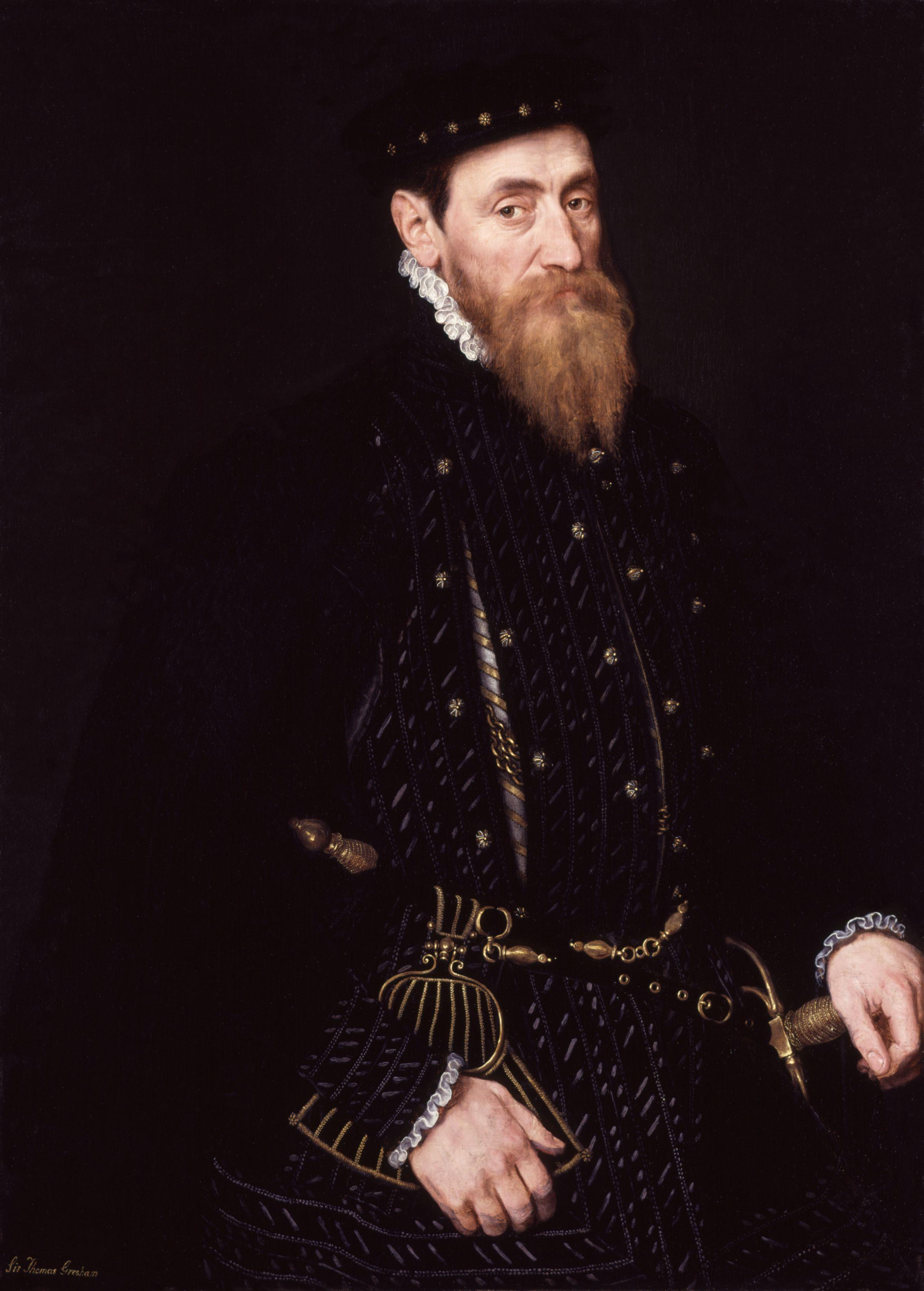
Sir Thomas Gresham

De Greshamparel was een bijzonder grote en luisterrijke parel. De parel is verloren gegaan als gevolg van een weddenschap, in navolging van Cleopatra en Antonius, dat de zakenman Thomas Gresham een kostbaarder diner kon geven dan de Spaanse Ambassadeur. Sir Thomas liet de parel in een vijzel fijnmaken en de kalk in een glas wijn oplossen. Daarna bracht hij een dronk uit op de gezondheid van koningin Elizabeth I van Engeland.
De parel zou £15,000 waard zijn geweest. Deze schatting wordt door schrijvers overdreven geacht.
Abernathyparel ·
Parel van Bao Dai · 
La Pelegrina · 
Gogibus ·
Shah Sofi ·
La Peregrina ·
Sara/Tavernier/Shaista Khan · 
Parel van Allah ·
Parel van Karel I ·
Parel van Karel II ·
Jomonparel · 
Greshamparel ·
La Reine des Perles ·
Abernathyparel · 
La Huerfana · 
De Hopeparel · 
Imperial Hong Kong Pearl ·
La Régente ·
Parel van Koeweit ·
Manciniparels · 
Drexelparel ·
De Parel van Azië · 
Arco-Valleyparel · 
Christopher Walling Abaloneparel · 
Survivalparel · 
Oviedoparel ·
Queen/Patersonparel